# Sangihedickkopf
Der Sangihedickkopf (Coracornis sanghirensis), früher als Sangihepitohui bezeichnet, ist ein seltener Singvogel, der auf den indonesischen Sangihe-Inseln endemisch ist. Er wird unterschiedlich in die Familie der Dickköpfe (Pachycephalidae) oder in die eigene Familie Colluricinclidae klassifiziert. Er wurde ursprünglich der Gattung Colluricincla zugeordnet, wird aber seit 2013 der Gattung Coracornis zugerechnet.
Die Bestandssituation des Sangihedickkopfs wird von der IUCN als vom Aussterben bedroht (critically endangered) eingestuft. Es werden keine Unterarten unterschieden.

## Beschreibung
Der Sangihedickkopf erreicht eine Länge von 17 bis 19 Zentimetern und ein Gewicht von 36 Gramm. Die Geschlechter sehen gleich aus. Die Oberseite ist olivgrau. Der Kopf ist etwas dunkler als die Oberseite. Die Ohrendecken sind dunkelbraun mit hell lohfarbenen Strähnen. Die Schwungfedern sind braun mit dunkelbraunen Innenfahnen. Die kleinen Oberflügeldecken sind braun. Der Schwanz ist braun, die Innenfahnen der Steuerfedern sind dunkelbraun. Die Unterseite ist hellgrau mit einem hell-lohfarbenen Anflug. Der Bauch ist grünlichgelb. Die Flanken und Unterschwanzdecken sind dunkler. Die Iris ist dunkelgrau. Der Oberschnabel ist dunkelgrau hornfarben, der Unterschnabel ist hell hornfarben. Die Jungvögel sind bisher unbeschrieben. Der laute Gesang ähnelt dem der Drongos und besteht aus zehnsekündigen Phrasen, die oft wiederholt werden. Gelegentlich ist ein chweep chweep zu hören.

## Lebensraum und Vorkommen
Der Sangihedickkopf ist auf Waldfragmente am Gunung Sahendaruman und am Gunung Sahengbalira auf der Hauptinsel Sangihe Besar beschränkt. Er bewohnt primäre Bergwälder und mehr als 30 Jahre alte Sekundärwälder in Höhenlagen von 575 bis 1000 m.

## Lebensweise
Der Sangihedickkopf geht in mittleren und unteren Baumschichten sowie im dichten Rattan-Unterholz auf Nahrungssuche. Gelegentlich ist er auf dem Boden zu beobachten. Er ernährt sich von Insekten. Über seine Brutbiologie ist nichts bekannt.

## Status
Der Sangihedickkopf war lange nur von einem Museumsexemplar aus dem 19. Jahrhundert bekannt, bis er 1995 am Gunung Sahendaruman wiederentdeckt wurde. Während der Bestand im Jahre 1995 noch auf 640 Exemplare geschätzt wurde, geht man seit einer erneuten Expedition im Zeitraum 1998/1999 nur noch von einer Population von weniger als 100 Exemplaren aus. Der ursprüngliche Wald wurde fast vollständig in landwirtschaftlich genutzte Flächen umgewandelt. Das größte Waldfragment, in dem die Art beobachtet wurde, hat eine Fläche von 225 bis 340 ha und ist ebenfalls durch landwirtschaftliche Veränderung bedroht.

## Einzelbelege
1. ↑  Taxonomy 3.1-3.5 « IOC World Bird List. In: www.worldbirdnames.org. Abgerufen am 4. Juli 2017 (amerikanisches Englisch).
2. ↑   Handbook of the Birds of the World zum Sangihedickkopf, aufgerufen am 4. Juli 2017